# Sid Mosca
Cloacyr Sidney Mosca (Jaú, 4 de abril de 1937 - São Paulo, 20 de julho de 2011), conhecido como Sid Mosca, foi um aerografista brasileiro, mais conhecido pela customização de capacetes de nomes da Fórmula 1, como Ayrton Senna (que teve todos seus capacetes pintados por Sid), Mika Häkkinen e Michael Schumacher.

## História
Sid nasceu em Jaú, no interior de São Paulo, em 4 de abril de 1937, e entrou para o mundo das corridas como piloto no início da década de 1970. Porém, foi o visual agressivo da pintura de seu carro que trouxe notoriedade entre outros pilotos e fazendo com que Sid produzisse em sua oficina de pintura e funilaria na época.
Dentre os carros trabalhados por Sid, está a Brasília de nº 17 de Ingo Hoffmann, que fez história no automobilismo brasileiro, ao Copersucar F-1. Criou capacetes para Emerson Fittipaldi, que na época, era o único brasileiro a vencer na Fórmula 1.

### Fórmula 1
Na Fórmula 1, foi responsável pela pintura de Brabhams, Lotus, Jordans, entre outros. Nessa mesma categoria, conheceu Colin Chapman, que o agraciou com um certificado de grande apreciação pelo feito de pintar em apenas 12 horas a Lotus de Mario Andretti que havia sido destruída pelo fogo na tarde do dia anterior ao GP Brasil de F-1 de 1977.
Dos pilotos de Fórmula 1 que tinham capacetes com a arte de Sid Mosca, foram campeões mundiais Emerson Fittipaldi (1972/1974), Nelson Piquet (1981/1983/1987), Ayrton Senna (1988/1990/1991) e Keke Rosberg (1982). Na Fórmula Indy, Emerson foi campeão duas vezes nas 500 Milhas de Indianápolis. Todos seus desenhos e pinturas são internacionalmente patenteados.
Para comemorar em 1999 os 50 anos da F-1, Bernie Ecclestone, o presidente da FOA (Formula One Association), encomendou a Sid Mosca uma pintura em capacete, em série única de 50 unidades, para homenagear pessoas e pilotos ilustres do mundo da Fórmula 1. É o único "Custom Painter" sul-americano que pertence ao Metal Flake Design Group, entidade voltada para pinturas especiais personalizadas. Ensinou a profissão ao seu filho Alan Sidney Mosca e seu neto Leandro Mosca.
| “ | "A pintura do capacete é a outra face do piloto, que lhe dá uma identificação quando está em ação nas pistas, e me sinto feliz por poder participar da criação da sua imagem, peça valiosa e importante no decorrer da sua carreira. Sinto-me gratificado pelo reconhecimento pleno que tenho tido na minha profissão". | ” |

Faleceu aos 74 anos em 20 de julho de 2011, em virtude de um câncer de bexiga contra o qual lutava havia dois anos.